# Лаша Талахадзе
Лаша Талахадзе (груз. ლაშა ტალახაძე; Сачхере, 2. октобар 1993) је грузијски дизач тегова. Двоструки је олимпијски првак, а по седам пута је освајао светско и европско првенство. Први значајнији успех остварио је на Европском првенству за младе 2010. освајањем златне медаље. Европски јуниорски првак постао је 2011, а 2013. освојио је злато на Светском јуниорском првенству. На Европском првенству 2017. у Сплиту је поставио нови светски рекорд у трзају 217 кг.